# Alan Keyes

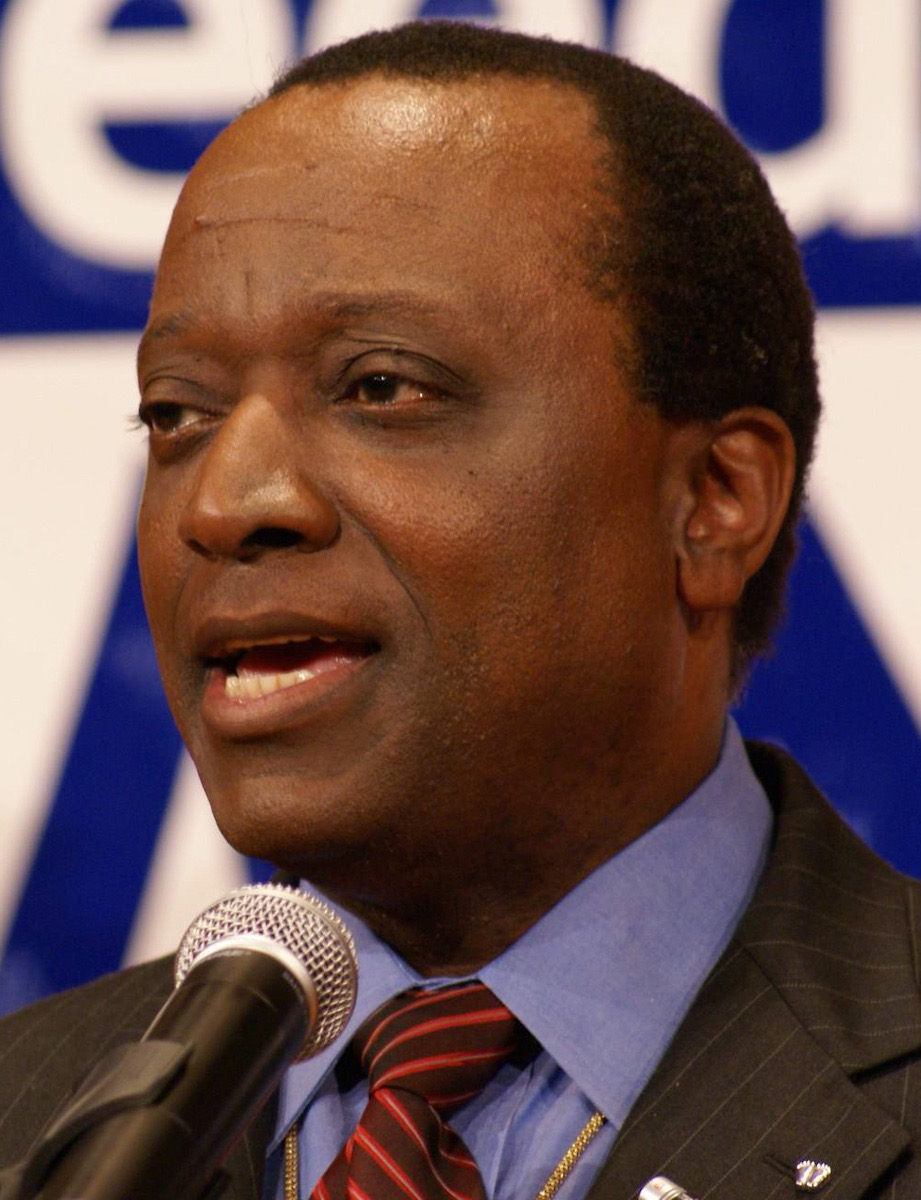
Alan Keyes (2015)

Alan Lee Keyes (* 7. August 1950 in Long Island, New York) ist ein US-amerikanischer Politiker, politischer Talkmaster und ehemaliger Diplomat. Der ausgesprochen konservative Afroamerikaner ist Mitglied der Republikanischen Partei und Aktivist für diverse konservative Themen. Er versuchte mehrmals ein Wahlamt zu erlangen, scheiterte aber bei den Präsidentschaftswahlen 1996, 2000 und 2008 sowie bei den Wahlen zum US-Senat 1988, 1992 und 2004.

## Kindheit und Studium
Keyes wurde als Kind der Lehrerin Garthina Keyes und des Sergeants der US Army, Allison Keyes geboren. Durch den Beruf seines Vaters bedingt, zog die Familie oft um; er wohnte zeitweise in Georgia, Maryland, New Jersey, New York, Texas, Virginia und auch Italien.
Er studierte an der Cornell University und der Harvard University, wo er 1979 in Politikwissenschaft promovierte. Aufgrund seines Studiums und einer hohen Losnummer nahm er nicht am Vietnamkrieg teil. Seine Frau Jocelyn Marcel Keyes lernte er in Bombay kennen, die Hochzeit fand 1981  statt. Das bekennend römisch-katholische Paar hat drei Kinder.

## Diplomat

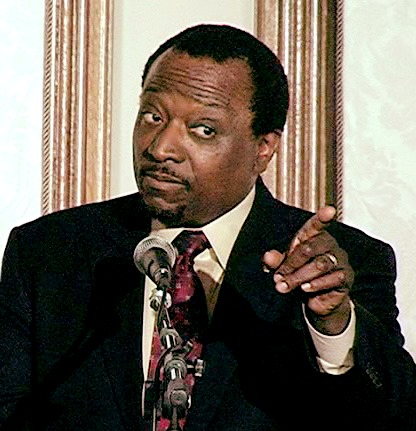
Alan Keyes als Diplomat der Vereinten Nationen

Keyes trat in den Dienst des Außenministeriums und kam 1979 an das US-Konsulat in Bombay. 1980 wechselte er an die Botschaft in Simbabwe, 1981 schließlich zurück nach Washington, wo er im strategischen Stab des Außenministeriums landete. 1983 ernannte ihn Ronald Reagan zum Botschafter beim Economic and Social Council der Vereinten Nationen. Im November 1985 wurde er Staatssekretär für internationale Organisationen (Assistant Secretary of State for International Organization Affairs) beim US-Außenministerium; dies blieb er bis November 1987. Er war starker Kritiker der UNO und verteidigte unter anderem Reagans Auftreten gegen die Sanktionen gegen Südafrikas Apartheidspolitik. Keyes tritt bis heute für einen Austritt der USA aus der UNO ein.

## Wahlen in Maryland und Präsidentschaftskandidatur
Keyes trat zweimal zu den Senatswahlen in Maryland an. 1988 verlor er gegen den Demokraten Paul Sarbanes mit nur 38 % der Stimmen, 1992 gegen die Demokratin Barbara Mikulski mit nur noch 29 %. Die zweite Kandidatur erzeugte einen kleinen Skandal, als es öffentlich wurde, dass er sich selbst aus Wahlkampfmitteln ein Monatsgehalt von 8500 Dollar zahlte, was sich insgesamt auf etwa 100.000 Dollar summierte.
Bei den Präsidentschaftsvorwahlen 1996 war Keyes chancenlos gegen den republikanischen Herausforderer Bob Dole. Bei den republikanischen Primarys 2000 konnte er sich als einer von drei Kandidaten bis in die Endphase als aussichtsreich behaupten. Zusammen mit George W. Bush und John McCain trat er in mehreren US-weiten Fernsehdebatten auf, hatte letztlich aber keine Chance bei der endgültigen Nominierung der Republikaner. Nach den Wahlkampagnen hatte Keyes 524.169 Dollar Schulden. Nachdem es ihm 2008 nicht gelungen war, Präsidentschaftskandidat der Republikaner zu werden, trat er aus der Republikanischen Partei aus und kandidierte für die Nominierung der Constitution Party. Dort unterlag er aber Chuck Baldwin. Keyes trat daraufhin unter der neu formierten Independent Party als Präsidentschaftskandidat an, spielte aber im Wahlergebnis keine Rolle.

## Medien und politischer Aktivist
Keyes hatte eine eigene Radiosendung und kurzfristig auch eine eigene Fernsehshow. In seiner Radioshow „The Alan Keyes Show: America's Wake-Up Call“ (Radio America), ebenso wie auf seinen Websites Renew America und Declaration Foundation setzt er sich vehement für die Todesstrafe, freien Waffenbesitz und freie Schulwahl mit regierungsunterstützten Privatschulen ein. Er lehnt Abtreibung, Affirmative Action, einen höheren Mindestlohn und weitergehende Rechte für Homosexuelle ebenso nachdrücklich ab. Keyes ist (wie Mike Huckabee) dafür, die Einkommensteuer durch eine Mehrwertsteuer in Höhe von 20 bis 23 % zu ersetzen (sog. FairTax). Anders als die meisten Republikaner ist er für einen Austritt aus NAFTA und GATT.
In seiner Fernsehshow Alan Keyes is Making Sense auf MSNBC konzentrierte er sich stark auf den Nahostkonflikt. Er unterstützte den Kurs der israelischen Regierung und bekam von ihr in dieser Zeit einen Integrity-in-Reporting-Preis.

## Umgang mit Rasse
Besonderes Markenzeichen von Keyes ist sein sehr offensiver Umgang damit, dass er schwarz ist. Bei der Präsidentschaftswahl 2000 bezeichnete er George W. Bush als „Massa Bush“, da seine Steuerpläne darauf hinausliefen, „wie gut oder schlecht die Meister ihre Sklaven behandeln“.
1987 verließ er den Posten im Außenministerium unter öffentlichen Beschwerden, er wäre rassistisch misshandelt worden. 1992 beschuldigte er seine Partei des Rassismus, als seine Rede beim Parteitag vor der Präsidentschaftswahl nur einen kurzen untergeordneten Platz in der Tagesordnung erhielt. Ähnliche Vorwürfe erhob er, als die Partei seine hoffnungslose Kampagne für einen Senatsposten in Maryland nicht mehr unterstützte.

## Senatswahl in Illinois
Keyes wurde überraschend Kandidat für den US-Senat in Illinois gegen den Demokraten Barack Obama bei den Wahlen 2004. Der eigentliche republikanische Kandidat Jack Ryan zog seine Kandidatur zurück, nachdem skandalträchtige Details aus seinem Scheidungsverfahren mit Schauspielerin Jeri Ryan öffentlich geworden waren. Bei der hektischen Nachnominierung setzte Keyes sich gegen Andrea Barthwell durch. Sie galt als Kandidatin der Parteiführung und des liberalen Parteiflügels, Keyes als Kandidat der Konservativen.
Die Wahl war nicht unumstritten. Keyes wohnte bis dahin in Maryland, hatte keine Beziehungen zu Illinois und im Jahr 2000 sogar Hillary Clinton stark dafür kritisiert, dass sie in New York zur Wahl antrat, obwohl sie zur Gegend keine persönlichen Beziehungen hatte. Er meinte, dass sie „den Föderalismus zerstörte“, in dem sie „vorgab Leute zu vertreten“, mit denen sie nichts zu tun hatte. Seine Kandidatur in Illinois rechtfertigte er dann aber andererseits als „Notfall“. Mit seiner Nominierung kam die erste Senatswahl zustande, bei der beide Kandidaten Afroamerikaner waren. Weniger ungewöhnlich war, dass sie beide Absolventen der Harvard University waren.
Keyes galt von Anfang an als klarer Außenseiter. Illinois ist eine demokratische Hochburg, Obama hatte bereits mehrere Monate Zeit gehabt, Wahlkampf zu führen. Keyes führte einen sehr offensiven und provozierenden Wahlkampf. Er behauptete, dass es zwischen einem Terroranschlag und einer Abtreibung keinen strukturellen Unterschied gäbe, und unterstellte ihren Befürwortern, sie würden die „Position der Sklavenhalter“ vertreten.
Schwulen und Lesben unterstellte er „selbstsüchtigen Hedonismus“. Zu dieser Zeit wusste er bereits, dass seine eigene Tochter Maya Jeane Marcel-Keyes ebenfalls lesbisch ist. Seinen Konkurrenten bezeichnete er als „dogmatischen akademischen Marxist-Sozialist“, der Infantizid befürwortete. Laut Keyes würde Jesus Christus nicht für Obama stimmen. Anlässlich einer Rede Obamas in einer katholischen Kirche bezeichnete er dessen Positionen als „das Böse“ und „Todsünde“. Katholiken, die ihn wählten, würden sich genauso mitschuldig an diesem Bösen machen wie Wähler der NSDAP in Deutschland 1933.
Obama gewann die Wahl mit 70 % gegenüber 30 % für Keyes. Nach der Wahl weigerte sich Keyes, Obama zu gratulieren, da dieser mit seinen Positionen die Grenze des moralisch zu Rechtfertigenden weit überschritten habe.
Am 14. November 2008 strengte Keyes eine Klage gegen Barack Obama an, die seine Staatsbürgerschaft in Zweifel zog. Er behauptete auch, dass sein Geburtsnachweis eine Fälschung sei. Aus diesem Grunde sei seine Wahl zum Präsidenten illegal. Nach Obamas Inauguration weigerte Keyes sich, Obama als Präsidenten anzuerkennen, und nannte ihn „usurper“ (Usurpator) und einen radikalen Kommunisten.

## Weiteres
Keyes stellte 2013 einen Zusammenhang zwischen gleichgeschlechtlicher Ehe und Sodomie, Inzest, Massenmord und dem Untergang Amerikas her.

## Werke
- Masters of the Dream: The Strength and Betrayal of Black America William Morrow & Company, Inc., 1994. ISBN 0-688-09599-2
- Our Character, Our Future  Zondervan, 1996. ISBN 0-310-20816-5